# Aguiã
Aguiã es una freguesia portuguesa del concelho de Arcos de Valdevez, con 2,35 km² de superficie y 732 habitantes (2001). Su densidad de población es de 311,5 hab/km².